# Giovanni Aurispa
Giovanni Aurispa (* 1376 in Noto, Sizilien; † Ende Mai 1459 in Ferrara) war ein italienischer Humanist. Er machte sich vor allem um die Gewinnung des antiken Wissens verdient, indem er auf mehreren Reisen in das Byzantinische Reich Kodizes erwarb und diese nach Italien brachte.

## Leben
Aurispa verbrachte einen Teil seiner Jugend in Neapel und reiste im Auftrag von Kaufleuten auch in den Orient. Von 1404 bis 1410 studierte er Jurisprudenz an der Universität Bologna. Aurispa wurde der erste Griechischlehrer Lorenzo Vallas. In den Städten Savona, Bologna, Florenz und Pisa hatte er Kontakte knüpfen können und verkaufte an dortige Händler auch griechische Kodizes (unter anderem Abschriften der Ilias und der Odyssee sowie des Geschichtswerks des Thukydides und der Werke des Aristoteles). 1419 gehörte er dem Gefolge Papst Martins V. an und konnte in diesem Zusammenhang auch diplomatische Erfahrung sammeln.
1421 reiste er in das von den Türken belagerte Konstantinopel, die Hauptstadt des zu einem Kleinstaat herabgesunkenen byzantinischen Reiches, das einst von der Donau bis zum Euphrat gereicht hatte. Weil es dort, anders als im Westen, nie zum spätantiken Umwälzungsprozess gekommen war, war die Verbindung zur antiken Kultur nicht verloren gegangen. In Konstantinopel waren also die Werke Homers, Herodots, Thukydides’, Platons und des Aristoteles stets präsent geblieben. Aurispa baute gute Kontakte zum byzantinischen Kaiserhof der Palaiologen auf; er wurde von Johannes Palaiologos sogar zum Sekretär ernannt. Als er Ende 1423 abreiste, befanden sich in seinem Besitz 238 Kodizes, darunter Abschriften von Platons Politeia, des Geschichtswerks des Cassius Dio und von Arrians Anabasis. Neben profanen Schriften konnte Aurispa auch theologische Texte erwerben.
In Italien angekommen, musste er seine Kosten durch die Verpfändung von Teilen der kostbaren Sammlung abdecken. Aurispa genoss bereits einen hervorragenden Ruf: die Medici wollten ihn nach Florenz holen, doch er entschied sich vorerst für Bologna. Später ging er doch nach Florenz und lehrte an der dortigen Universität Griechisch. Ende 1427 zog er jedoch an den Hof der Familie Este in Ferrara. 1433 nahm er am Konzil von Basel teil und übersetzte die Eröffnungsrede ins Griechische; bald darauf reiste er auch nach Deutschland, so nach Mainz und Köln. Während dieser Reisen kaufte er, wo es ihm möglich war, lateinische und griechische Kodizes auf. Seine letzten Lebensjahre verbrachte er in Rom, Neapel und Ferrara.

## Wirkung
Aurispa, der das Lateinische und das Griechische gut beherrschte, hinterließ etwa 100 Briefe an verschiedene Humanisten sowie Übersetzungen Plutarchs und Lukians. Seine größte Bedeutung liegt jedoch zweifellos in der Sammlung antiker Texte, die dem europäischen Westen wieder zugänglich gemacht wurden.